# Giovanni Perdichizzi
Giovanni Perdichizzi (Barcellona Pozzo di Gotto, 9 dicembre 1960) è un allenatore di pallacanestro italiano.
È stato capoallenatore in Serie A di Messina, Capo d'Orlando e Brindisi. Era soprannominato lo Sceriffo sin da quando era giocatore amatoriale; detiene il record del maggior numero di vittorie (assolute e in percentuale, rispettivamente 199 e 65% su 310 presenze in campionato e play-off) nella seconda serie.

## Carriera
Ex playmaker, allenatore già nel 1989-90 in Serie C, dopo una parentesi al Cocuzza di San Filippo del Mela, ha diretto in Serie A2 l'Ina Sicilia Barcellona (1999-2000) e il Media Broker Messina (2000-01). Quando il campionato è diventato Legadue, è rimasto sullo stretto. Nel 2002-03 perde la finale promozione per la A, ma la conquista grazie al ripescaggio. Nel 2003-04 ha allenato per la prima volta in A1 con la Pallacanestro Messina, venendo esonerato dopo 8 gare. Nel 2004-05 ha ottenuto la promozione dell'Orlandina Basket dalla Lega2 all'A1 e nel 2005-06 una sofferta salvezza. Al termine della stagione 2006-07, riconquistata la salvezza, decide di lasciare la squadra di Capo d'Orlando.
Nella stagione 2007-08 (dal 21 gennaio, poche ore prima che lo chiamasse la Virtus Bologna per sostituire Stefano Pillastrini) è stato chiamato in Puglia per sostituire coach Paolo Moretti alla guida della New Basket Brindisi dopo un periodo storto, e ha infilato 14 vittorie consecutive nella stagione regolare che hanno valso alla formazione adriatica il primo posto nel campionato di serie B/Eccellenza. In seguito ai playoff, sotto la guida di Perdichizzi, Brindisi ha raggiunto la finale per la Lega2 perdendo a Trapani al PalaIlio gara 1 79 a 76, ma ribaltando il risultato in gara-2 al PalaPentassuglia di Brindisi 79 a 74, conquistando quindi la Lega2 e confermando la sua guida sulla panchina biancoazzurra per la stagione successiva che l'Enel Brindisi conclude, al suo primo campionato di LegaDue dopo 23 stagioni, al 12º posto con 28 punti conquistando così la salvezza.
Nella successiva stagione (2009-10) guida l'Enel Brindisi alla conquista della promozione nella massima serie, avvenuta con tre giornate di anticipo, grazie alla concomitante sconfitta della Dinamo Basket Sassari. Il 5 novembre 2010 vince il premio Reverberi, quale miglior allenatore della stagione 2009-10. Nel dicembre 2010, in virtù di risultati negativi, ufficialmente trova un comune accordo con la società per rescindere il contratto in essere e che sarebbe scaduto nel giugno 2012.
Il 13 settembre 2011 è annunciato come nuovo allenatore dell'Orlandina Basket, in DNA, al posto di Giuseppe Condello. Al termine di una stagione segnata dalla cessione di Pablo Albertinazzi e quindi dalla mancanza di un playmaker all'altezza e conclusa al primo turno dei play-off, interrompe il rapporto con la squadra paladina.
Il 12 luglio 2012 torna ad allenare la formazione della sua città, il Basket Barcellona, in Legadue. La squadra vince la stagione regolare, ma esce ai quarti dei play-off, risultato che comunque basta a Perdichizzi per ottenere la riconferma anche per il 2013-2014. Dopo tredici giornate, tuttavia, Perdichizzi è stato esonerato, a causa dell'inizio di campionato, non all'altezza delle formazioni migliori della categoria.
Nel 2014-15, dopo una crisi societaria, è stato richiamato alla guida del Basket Barcellona.
Il 5 giugno 2015 diventa il nuovo allenatore della Givova Scafati Basket.

## Statistiche

### Statistiche da allenatore
| Stagione  | Squadra                | St. regolare | St. regolare | St. regolare | St. regolare | St. regolare | Post season | Post season | Post season | Post season | Coppa nazionale | Coppa nazionale | Coppa nazionale | Coppa nazionale | Coppa nazionale |
| Stagione  | Squadra                | Lega         | Ris          | G            | V            | P            | Ris         | G           | V           | P           | Ed              | Ris             | G               | V               | P               |
| --------- | ---------------------- | ------------ | ------------ | ------------ | ------------ | ------------ | ----------- | ----------- | ----------- | ----------- | --------------- | --------------- | --------------- | --------------- | --------------- |
| 1997-98   | Cestistica Barcellona  | Serie B Ecc. | 1º           | 22           | 16           | 6            | 4º          | 13          | 9           | 4           | -               | -               | -               | -               | -               |
| 1998-99   | Cestistica Barcellona  | Serie B Ecc. | 2º           | 26           | 19           | 7            | PR          | 6           | 6           | 0           | -               | -               | -               | -               | -               |
| 1999-2000 | Cestistica Barcellona  | Serie A2     | 2º           | 30           | 19           | 11           | 2º          | 8           | 4           | 4           | -               | -               | -               | -               | -               |
| 2000-01   | Pallacanestro Messina  | Serie A2     | 9º           | 36           | 11           | 25           | ½           | 4           | 1           | 3           | SI              | Q               | 4               | 2               | 2               |
| 2001-02   | Pallacanestro Messina  | Legadue      | 2º           | 38           | 24           | 12           | ½           | 7           | 4           | 3           | -               | -               | -               | -               | -               |
| 2002-03   | Pallacanestro Messina  | Legadue      | 3º           | 32           | 20           | 12           | 2º          | 13          | 8           | 5           | -               | -               | -               | -               | -               |
| 2003-04   | Pallacanestro Messina  | Serie A      | sost.        | 8            | 1            | 7            | -           | -           | -           | -           | -               | -               | -               | -               | -               |
| 2004-05   | Orlandina Basket       | Legadue      | 1º           | 30           | 27           | 3            | -           | -           | -           | -           | CI-L2           | W               | 2               | 2               | 0               |
| 2005-06   | Orlandina Basket       | Serie A      | 16º          | 34           | 10           | 24           | -           | -           | -           | -           | -               | -               | -               | -               | -               |
| 2006-07   | Orlandina Basket       | Serie A      | 14º          | 34           | 13           | 21           | -           | -           | -           | -           | -               | -               | -               | -               | -               |
| 2007-08   | New Basket Brindisi    | Serie B1     | sub., 1º     | 12           | 12           | 0            | PR          | 11          | 6           | 5           | -               | -               | -               | -               | -               |
| 2008-09   | New Basket Brindisi    | Legadue      | 12º          | 30           | 14           | 16           | -           | -           | -           | -           | -               | -               | -               | -               | -               |
| 2009-10   | New Basket Brindisi    | Legadue      | 1º           | 30           | 21           | 9            | -           | -           | -           | -           | CI-L2           | 2º              | 2               | 1               | 1               |
| 2010-11   | New Basket Brindisi    | Serie A      | sost.        | 11           | 2            | 9            | -           | -           | -           | -           | -               | -               | -               | -               | -               |
| 2011-12   | Orlandina Basket       | DNA          | 3º           | 34           | 20           | 14           | ¼           | 3           | 1           | 2           | -               | -               | -               | -               | -               |
| 2012-13   | Sigma Barcellona       | Legadue      | 1º           | 28           | 19           | 9            | ¼           | 3           | 0           | 3           | CI-L2           | ¼               | 4               | 3               | 1               |
| 2013-14   | Sigma Barcellona       | DNA Gold     | sost.        | 13           | 7            | 6            | -           | -           | -           | -           | -               | -               | -               | -               | -               |
| 2014-15   | Orange Moon Barcellona | Serie A2     | 11º          | 26           | 10           | 16           | -           | -           | -           | -           | -               | -               | -               | -               | -               |
| Totale    | Totale                 | Totale       | Totale       | 474          | 265          | 207          | -           | 68          | 39          | 29          | -               | -               | 12              | 8               | 4               |

## Palmarès
- Legadue: 2
Orlandina Basket: 2004-05
New Basket Brindisi: 2009-10
- Promozioni dalla Serie B Ecc. alla Legadue: 2
Cestistica Barcellona: 1998-99
New Basket Brindisi: 2007-08
- Promozioni dalla Serie B alla Serie B d'Eccellenza: 1
Cestistica Barcellona: 1996-97
- Coppa Italia di Legadue: 1
 Orlandina: 2005
- Miglior allenatore del Campionato di Legadue: 1
 Orlandina: 2004-05